# 蘇黎世 (蒙大拿州)
蘇黎世（英語：Zurich）是位於美國蒙大拿州布萊恩縣的普查規定居民點。

## 歷史
蘇黎世的郵局自1907年營運至今。

## 人口
根據2020年美國人口普查的數據，蘇黎世的面積為1.39平方千米，皆為陸地。當地共有人口29人，而人口密度為每平方千米20.86人。